# Pascal François
Pour les articles homonymes, voir François.
Pascal François est un artiste français, né le 3 janvier 1967 à Nancy (France).

## Présentation
Il vit et travaille à Villeneuve-lez-Avignon depuis 2000. 
En 2001 il crée avec l'artiste Hermann Amann l'atelier de la Barthelasse sur l'île de la Barthelasse à Avignon. Il réalise alors une série de sculptures polychromes en collaboration avec le mouvement Nouvelle Pigmentation. Parallèlement à ce travail il réalise des centaines d'œuvres peintes à l'acrylique sur papier. Travaillant selon la technique de la taille directe, principalement sur des pierres calcaires de la région d'Avignon, ses œuvres s'articulent dans une recherche tactile de l'éternité du mouvement. En 2005 il réalise « Esho Funi », une sculpture monumentale en pierre, créée à la main sur place dans le site de la Plaine de l'Abbaye à Villeneuve-lez-Avignon.
Il se consacre depuis à la sculpture en taille directe dans son « Atelier 36 ».